# Marceli Bogusławski
Marceli Bogusławski (* 7. September 1997 in Opoczno) ist ein polnischer Radrennfahrer.

## Sportlicher Werdegang
Seine Karriere im Radsport begann Bogusławski im Gelände. Bei den Junioren und noch in der U23 wurde er Polnischer Meister sowohl im Cyclocross als auch im Cross-Country. 2018 wurde er Mitglied im polnischen UCI Continental Team Wibatech Merx 7R und verlegte seinen Schwerpunkt auf die Straße. Dabei wurde er zum Spezialisten für kurze Zeitfahren, so gewann er jeweils den Prolog des Carpathian Couriers Race 2019 und der Tour Bitwa Warszawska 1920 im Jahr 2020.
Zur Saison 2021 wechselte Bogusławski zum Team HRE Mazowsze Serce Polski. Auch für sein neues Team konnte er bei der Rhodos-Rundfahrt und der Bulgarien-Rundfahrt jeweils den Prolog für sich entscheiden. Seinen ersten Sieg im Sprint erzielte er auf der ersten Etappe der Tour of Thailand 2022. 2023 wechselte er in das Alpecin-Deceuninck Development Team, für das er 2023 drei weitere Etappenerfolge bei kleineren Rundfahrten seinem Palmarès hinzufügen konnte. 2024 wurde er vermehrt im UCI WorldTeam eingesetzt, blieb aber ohne nennenswerte Ergebnisse und musste das Team verlassen. 
Mit dem tschechischen Continental Team ATT Investments, das sich gleich mit vier polnischen Fahrern verstärkt hatte, fand er für 2025 ein neues Team. Für dieses gewann er zu Beginn der Saison den Prolog der Istrian Spring Tour, ehe er sich zwei Etappen der Tour du Loir-et-Cher sicherte. 

## Erfolge
| 2019 - Prolog Carpathian Couriers Race 2020 - Prolog Tour Bitwa Warszawska 1920 2021 - Prolog Rhodos-Rundfahrt - Bergwertung Tour of Estonia - Prolog Bulgarien-Rundfahrt 2022 - erste Etappe Tour of Thailand - Dookoła Mazowsza 2023 - Prolog Tour du Pays de Montbéliard - eine Etappe Course Cycliste de Solidarność et des Champions Olympiques - eine Etappe Sibiu Cycling Tour 2025 - Prolog Istrian Spring Tour - zwei Etappen Tour du Loir-et-Cher | 2013/14 - Polnischer Meister (Junioren) 2016/17 - Polnischer Meister (U23) 2017/18 - Polnischer Meister (U23) | 2014 - Polnischer Meister – Cross-Country (Junioren) 2016 - Polnischer Meister – Cross-Country (U23) |